# Adolphe Deprince
Adolphe Deprince, de son vrai nom Adolf Emiel Deprince, (né à Malines le 17 décembre 1901 et mort à Montreuil-sous-Bois le 26 novembre 1995) est un accordéoniste français.

## Jeunesse
Originaire de Roubaix, Adolphe Deprince est né à Malines en Belgique. La famille revient ensuite à Roubaix où son père tient un café et y dirige la Clique Municipale des Accordéonistes. C'est là que le jeune Adolphe débute l'accordéon dès l'âge de 6 ans, sur un accordéon diatonique à cuillères. Dans l'orchestre de son père les musiciens apprennent les morceaux à l'oreille, aussi ce dernier pousse le jeune Adolphe à approfondir ses connaissances musicales au conservatoire par le piano et la formation musicale. Il réalise ses premières prestations à l'accordéon dans le café familial dès l'âge de 10 ans. En 1913 il passe du diatonique à un instrument chromatique et suit des cours avec un ami de son père, accordéoniste professionnel.
Il se lie d'amitié avec un autre jeune accordéoniste, Marceau Verschueren, qui se fera appeler par la suite V. Marceau .
Appelé au service militaire en 1921, il y pratique le saxophone. Il y interprétera la polka Le Merle blanc en solo d'accordéon accompagné par la fanfare militaire sur un kiosque d'Arras.

## Carrière artistique
On le trouve ensuite à  Calais puis Paris, où il passera un temps chez Bousca, et à partir de 1933 il se fait connaître avec son propre orchestre. On l'entend également en solo jouer dans les brasseries notamment aux Cascades près du métro Anvers, au Louis XIV ainsi qu'au Balthazar près de la République, des airs classiques et autres réductions d'ouvertures comme Poète et Paysan, Si j'étais Roi, l'opérette Fifi, Cavalerie Légère... C'est à la brasserie Les Cascades qu'il compose sa première œuvre, éponyme, et qu'il y fait sa première radio. Il commence à composer pour les orchestres, leur distribue gratuitement ses partitions, monte sa propre maison d'édition et se paye sur les déclarations de droits d'auteur. Il réalise au même moment ses premiers enregistrements chez Parlophone, notamment avec l'accordéoniste Frédo Gardoni. Toujours dans les années 1930 il rencontre et se lie avec les frères Péguri, particulièrement Louis. Il découvre le swing et le jazz manouche avec Gus Viseur et Tony Muréna. Il en sortira un premier foxtrot, « Jocelyne ». Durant l'occupation il travaille dans les boîtes de nuit, en jouant à la carte. En 1945 il anime le bal de la Libération, place de l'Hôtel-de-Ville. Puis on le trouve à nouveau au Louis XIV, et en guinguette « chez Max » sur les bords de la Marne.

## L'après-guerre
Durant les années 1950 la vogue des Brasseries où l'on jouait des airs classiques et de genre est passée. Comme beaucoup d'autres accordéonistes, il n'est pas spécialement attiré par le bal, mais parce qu'il faut bien vivre, il se produit avec son orchestre musette à travers la France.
En 1970 un infarctus l'oblige à mettre un terme à sa carrière artistique alors qu'il doit partir en tournée en Auvergne avec Jean Vaissade et Jean Ségurel. Il est par la suite convié à la présidence de nombreux jurys de concours d'accordéon, en France mais aussi à l'étranger, en Suisse, Allemagne, Autriche... Il y est reconnu pour valoriser le goût musical plutôt que la virtuosité pure et froide. On l'entend une dernière fois prendre son accordéon à la radio lors d'une interview pour France Culture en 1992 qu'il conclut en interprétant « Princesse Musette ». Interprète musical dans de nombreux films, on le retrouve notamment dans « la porteuse de pain » de René Sti, ou encore dans « la Belle Équipe » de Julien Duvivier, aux côtés de Jean Gabin, et en duo avec Marceau.

## Les Mousquetaires de l'accordéon et l'Union Nationale des Accordéonistes de France
À partir de 1948 il fonde avec Marceau, Louis Péguri et Médard ferrero, les Mousquetaires de l'Accordéon. Ceux-ci se produisent  en solo ou en quatuor dans les music-halls,  brasseries, et autres intermèdes de au cinéma, notamment au Gaumont-Palace. Ils y interprètent notamment des transcriptions d'œuvres classiques, comme des ouvertures célèbres comme Poète et Paysan, Le Barbier de Séville, Sémiramis de Rossini ou la toccata de Widor... Ils prêchent ensemble pour une reconnaissance de l'accordéon en tant qu'instrument de musique à part entière à l'instar de tout autre instrument classique comme le violon ou le piano, ainsi que son intégration dans les conservatoires. Ils sont ensemble à l'initiative de l'Union Nationale des Accordéonistes de France dont Deprince en sera le président de 1954 à 1957. Marcel Azzola, Joë Rossi, Joss Baselli et André Astier ont perpétué l'œuvre des Mousquetaires en fondant l'Académie de l'Accordéon, et en poursuivant le développement de l'UNAF.
Marcel Azzola dit de celui qu'il surnomme le « Paganini de l'accordéon » qu'il était capable d'interpréter avec style des formes très variées avec connaissance, autant le musette que le bayon, le tango argentin, la samba ou que le répertoire classique. Ses œuvres pour l'accordéon furent peu jouées car sous leurs airs légers, elles sont d'une écriture sans concession et exigent une parfaite maîtrise technique.
Deprince a enregistré des disques chez Colombia, Odeon, Deutsche Grammophon, La Voix de Son Maître. Il accompagnera Fréhel, Marie Dubas, Maurice Chevalier, Jean Gabin, Fernandel, Lucienne Delyle, Tino Rossi, Édith Piaf.

## Sources
- France Culture le 18 janvier 1992, Entretien avec l'accordéoniste Adolphe Deprince (1901-1995), présenté par Hélène Hazera, Avec la participation de Marcel Azzola et Yvette Horner
- Journal Libération, édition du 12 avril 1995
- François Billard et Didier Roussin, « Histoires de l'accordéon », éd Climats-INA -  (ISBN 2907563408)
- Marcel Azzola, « Chauffe Marcel ! » Éd Archipel -  (ISBN 9782841878536)
- Dany Maurice, « La nuit de l'Accordéon », édition d'auteur